# ロッカヴェラーノ
ロッカヴェラーノ（伊: Roccaverano）は、イタリア共和国ピエモンテ州アスティ県にある、人口約400人の基礎自治体（コムーネ）。

## 地理

### 位置・広がり

#### 隣接コムーネ
隣接するコムーネは以下の通り。括弧内のALはアレッサンドリア県所属を示す。
- ブッビオ
- チェッソレ
- デーニチェ (AL)
- ロアッツォーロ
- モンバルドーネ
- モナステーロ・ボルミダ
- オルモ・ジェンティーレ
- サン・ジョルジョ・スカランピ
- セローレ
- スピーニョ・モンフェッラート (AL)
- ヴェージメ

#### 地震分類
イタリアの地震リスク階級 (it) では、4 に分類される
。

## 行政

### 分離集落
ロッカヴェラーノには、以下の分離集落（フラツィオーネ）がある。
- Garbaoli, Ourano, San Gerolamo, San Giovanni, Tassito, Vengore